# Bulletin de la Société d'histoire naturelle d'Afrique du Nord
Le Bulletin de la Société d'histoire naturelle d'Afrique du Nord (Bull. Soc. Hist. Nat. Afr. N.) est une publication de la Société d'histoire naturelle d'Afrique du Nord fondée en 1909 et dont le siège se trouve actuellement à l'Université d'Alger (dite "fac centrale").